# The Sexual Healing Total Care Course 120min.
『The Sexual Healing Total Care Course 120min.』（ザ セクシャル ヒーリング トータル ケア コース 120ミニッツ）は、2013年11月13日にユニバーサルミュージックより初回生産限定で発売された日本のシンガーソングライター・椎名林檎のミュージック・ビデオ集。DVD2枚組（規格品番：TYBN-10001/2）とBlu-ray Disc（規格品番TYXN-10001）の2形態での発売。
同日にはコンピレーション・アルバム『浮き名』、ライブ・アルバム『蜜月抄』、本作と同じく初回生産限定でBlu-ray Discのボックス・セット『LiVE』が同時発売された。また過去に発売したライブ映像集7作品もBlu-ray Disc化された。
2019年には『性的ヒーリング〜其の五〜七〜』と延長サービス映像と追加収録した『The Sexual Healing Total Orgasm Experience』を『性的ヒーリング〜其の五〜七〜』と同時発売した。

## 概要
本作はデビュー15周年記念企画の一環としてリリースされ、過去に発売されたミュージック・ビデオ集『性的ヒーリング』全4シリーズがまとめて収録されている。さらに10周年記念にリリースされた『私の発電』収録の「りんごのうた」、「この世の限り」、「メロウ」の3曲のミュージック・ビデオも併せて収録されたため、本作リリース時点で発売されていたミュージック・ビデオ集の収録ビデオ全25曲が網羅されたことになる。
また、ミュージック・ビデオをBlu-ray Discで発売したのは椎名にとって本作が初となる。

## 収録内容

### BD Disc 1 / DVD Disc 1

#### 『性的ヒーリング〜其ノ壱〜』
1. ここでキスして。
2. 歌舞伎町の女王
3. 幸福論
4. 本能
5. ここでキスして。 (別バージョン)

#### 『性的ヒーリング〜其ノ弐〜』
1. Σ
2. ギブス
3. 闇に降る雨
4. アイデンティティ
5. 罪と罰

### BD Disc 1 / DVD Disc 2

#### 『性的ヒーリング〜其ノ参〜』
1. やっつけ仕事
2. 真夜中は純潔
3. 茎 (STEM) 〜大名遊ビ編〜
4. 迷彩
5. 映日紅の花
6. la salle de bain

#### 『性的ヒーリング〜其ノ四〜』
1. 旬
2. 流行
3. 色恋沙汰
4. ありあまる富
5. 都合のいい身体
6. 丸ノ内サディスティック（EXPO Ver.） (エンドロール)

#### 特典映像
『私の発電』より収録。
1. りんごのうた
2. この世の限り
3. メロウ

### BD Disc 2 / DVD Disc 3
ここから『The Sexual Healing Total Orgasm Experience』のみの収録となっている。

#### 『性的ヒーリング〜其ノ伍〜』
1. ありきたりな女
2. いろはにほへと
3. カーネーション
4. NIPPON
5. 自由へ道連れ
6. IT WAS YOU

#### 『性的ヒーリング〜其ノ六～』
1. 人生は夢だらけ
2. 神様、仏様
3. 長く短い祭
4. 青春の瞬き
5. 至上の人生
6. どん底まで
7. 熱愛発覚中

### BD Disc 2 / DVD Disc 4

#### 『性的ヒーリング〜其ノ七〜』
1. 浪漫と算盤
2. 公然の秘密
3. 鶏と蛇と豚
4. 獣ゆく細道
5. 目抜き通り

#### Play Extra Time（延長サービス映像）
1. 『日出処』ダイジェストムービー
2. 『椎名林檎と彼奴等がゆく　百鬼夜行2015』エンドロール
3. APPLE（『(生)林檎博'18 ―不惑の余裕―』より）
4. 丸ノ内サディスティック neetskills remix（『(生)林檎博'18 ―不惑の余裕―』より）
5. 公然の秘密1　AYA & MIKEY教則ビデオ
6. 公然の秘密2　岡山勢推しご用達ビデオ